# Ламу (місто)
Ламу (англ. Lamu) — невелике місто на острові Ламу, який, у свою чергу, є частиною архіпелагу Ламу в Кенії. Місто Ламу є адміністративним центром округу Ламу, а також об'єктом Світової спадщини ЮНЕСКО.

## Історія
Місто Ламу є найстарішим постійно населеним містом в Кенії; воно було одним з перших населених пунктів народу суахілі на узбережжі Східної Африки — так званому узбережжі Суахілі. Вважається, що місто було засноване в 1370 році.
Деякі джерела згадують історію кораблів китайського мореплавця Чжен Хе, які затонули біля берегів Кенії в 1415 році. Моряки, які врятувалися, влаштувалися на острові і взяли в дружин місцевих жінок. ДНК-тестування деяких жителів острова показало, що у них є китайські предки.
Місто вперше згадується в письмових джерелах арабським мандрівником Абу-аль-Махасіні, які зустріли суддю з Ламу, який відвідував Мекку в 1441 році.
Історія міста була відзначена португальським вторгненням в 1506 році, а потім домінуванням Оману. Португальське вторгнення було викликано прагненням Португалії контролювати торгівлю вздовж узбережжя Індійського океану. Протягом тривалого періоду Португалія мала монопольне право на перевезення уздовж узбережжя Східної Африки, і накладала експортні мита на місцеві канали торгівлі. У 1580-і роки на Ламу було повстання проти португальців. У 1652 році Оман надав допомогу остров'янам в їх боротьбі проти португальського панування . Роки під Оманським протекторатом (кінець XVII — початок XIX століть) стали для Ламу «золотою добою». В цей час Ламу став центром поезії, політики, мистецтв, ремесел та торгівлі. Багато будинків міста були побудовані в цей період в витриманому характерному класичному стилі .
В середині XIX століття Ламу підпав під політичний вплив Занзібарського султана, а в 1885 році став частиною султанату Віту, що знаходиться під протекторатом Німецької імперії . У 1890 році Ламу, як і решта Кенії, стала частиною британської колонії і було нею аж до здобуття Кенією незалежності в 1963 році.
В результаті того, що Ламу лежало на важливих арабських торгових шляхах і тісно взаємодіяло з арабським світом, сьогодні велика частина населення міста сповідує іслам {{sfn | Trillo | 2002 | p = 566}}.

## Економіка
Економіка Ламу базувалася на работоргівлі аж до її скасування у 1907 році . Інші експортні товари включали в себе слонову кістку, черепахові панцири й роги носорогів, які на судах перевозилися через Індійський океан на Близький Схід та в Індію. Спорудження в 1901 році угандійської залізниці, яка починалася в порту Момбаси, підірвало економіку Ламу.
У 21-му столітті основним джерелом доходів міста є туризм. Ламу — популярне місце в індивідуальних туристів, які шукають «автентичних» вражень.

## Пам'ятки
У Ламу є кілька десятків зразків традиційної архітектури суахілі. У списку об'єктів Світової спадщини ЮНЕСКО старе місто Ламу описане як «найстаріше і найкраще збережене поселення суахілі у східній Африці». У місті є кілька музеїв, у тому числі музей Ламу, музей культури суахілі та музей місцевої пошти. Найцікавіші пам'ятки міста включають також форт Ламу, побудований в 1820-х роках і мечеть Ріядха, зведену в 1900 році.

## Галерея

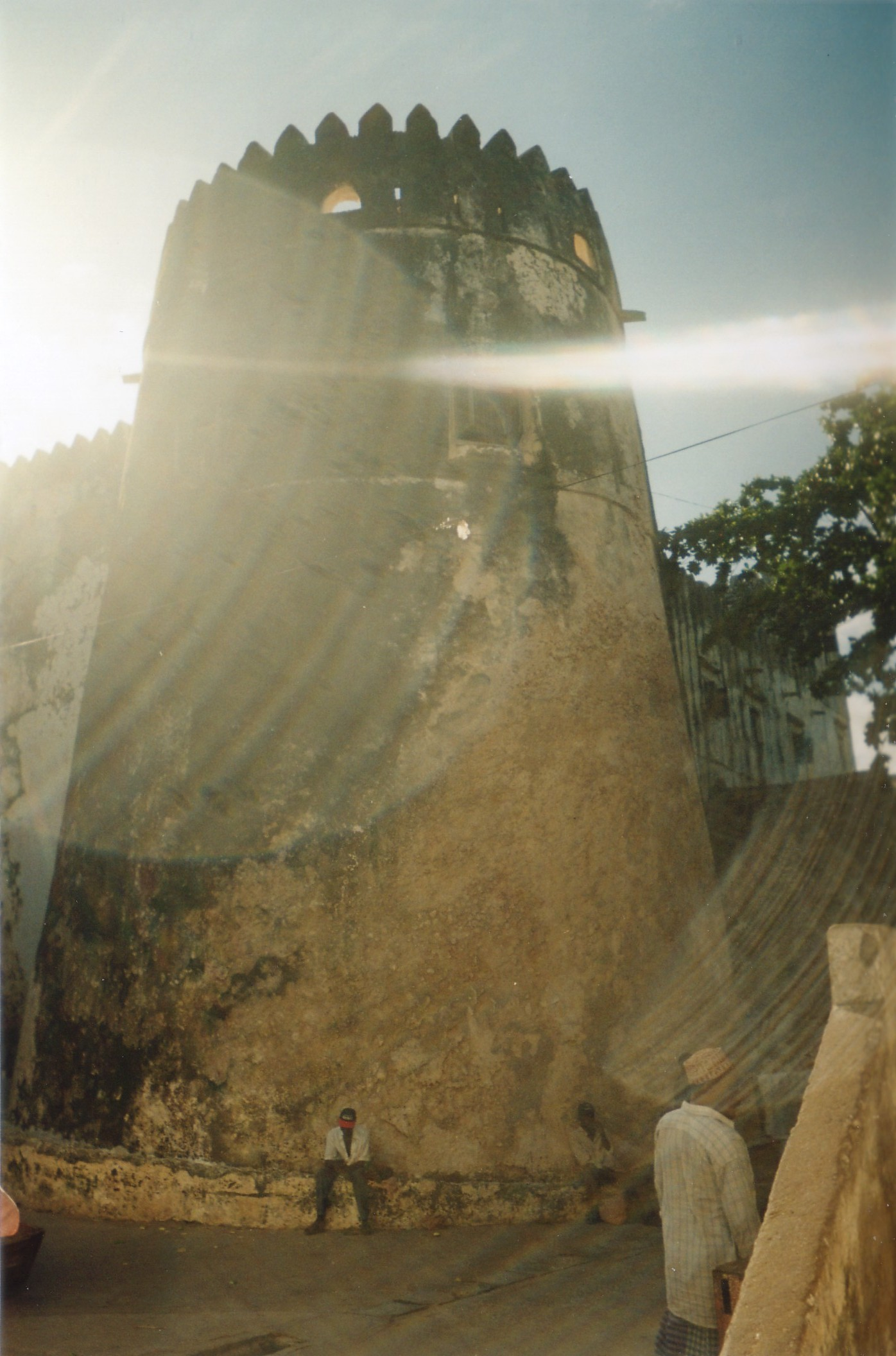
Форт в Ламу
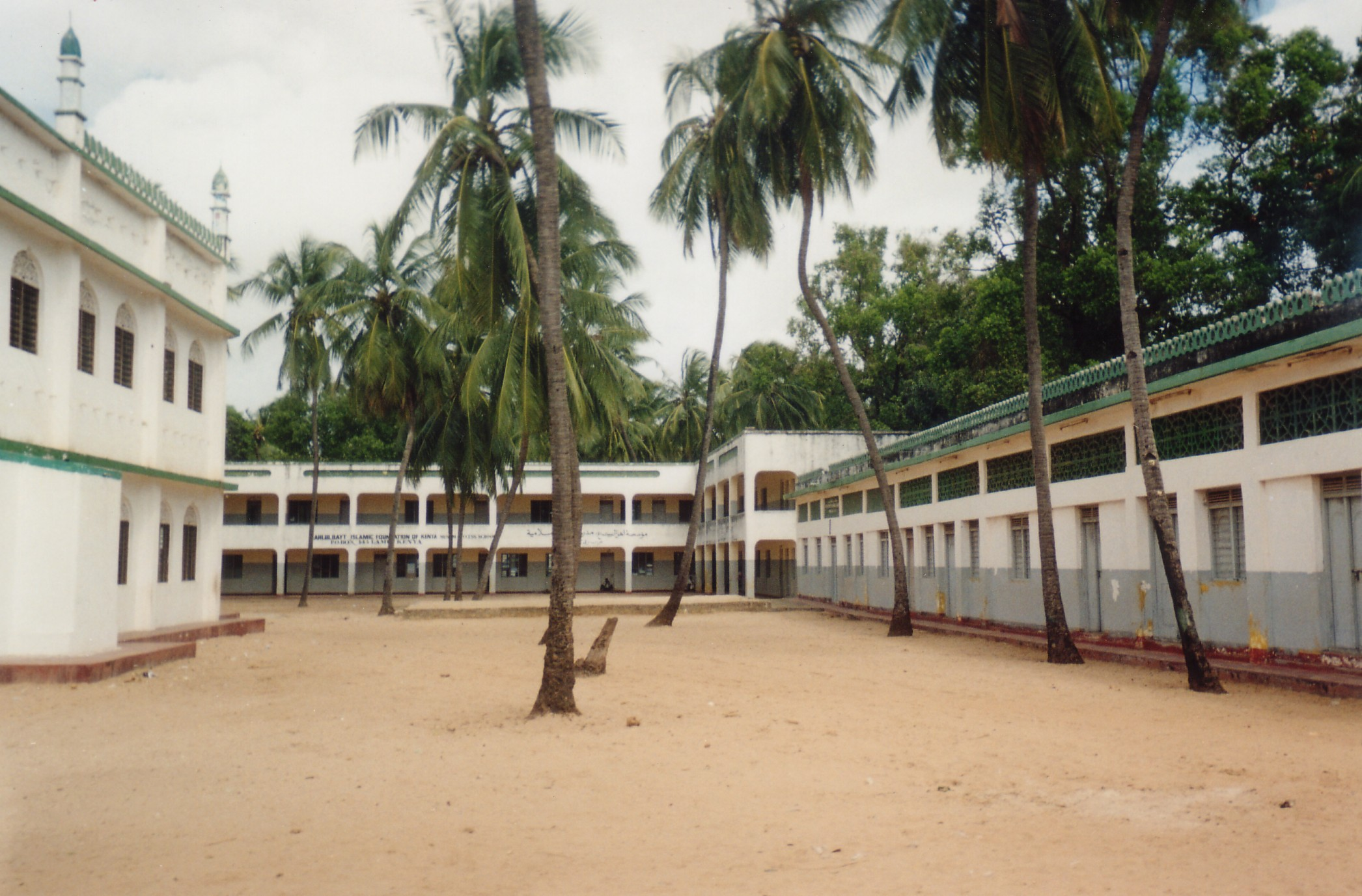
Мечеть Ріядха
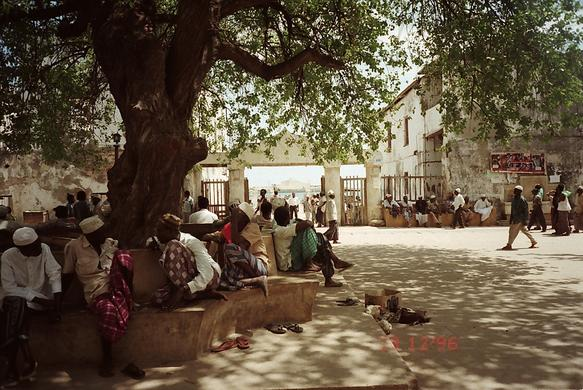
Міська площа, навпроти форту
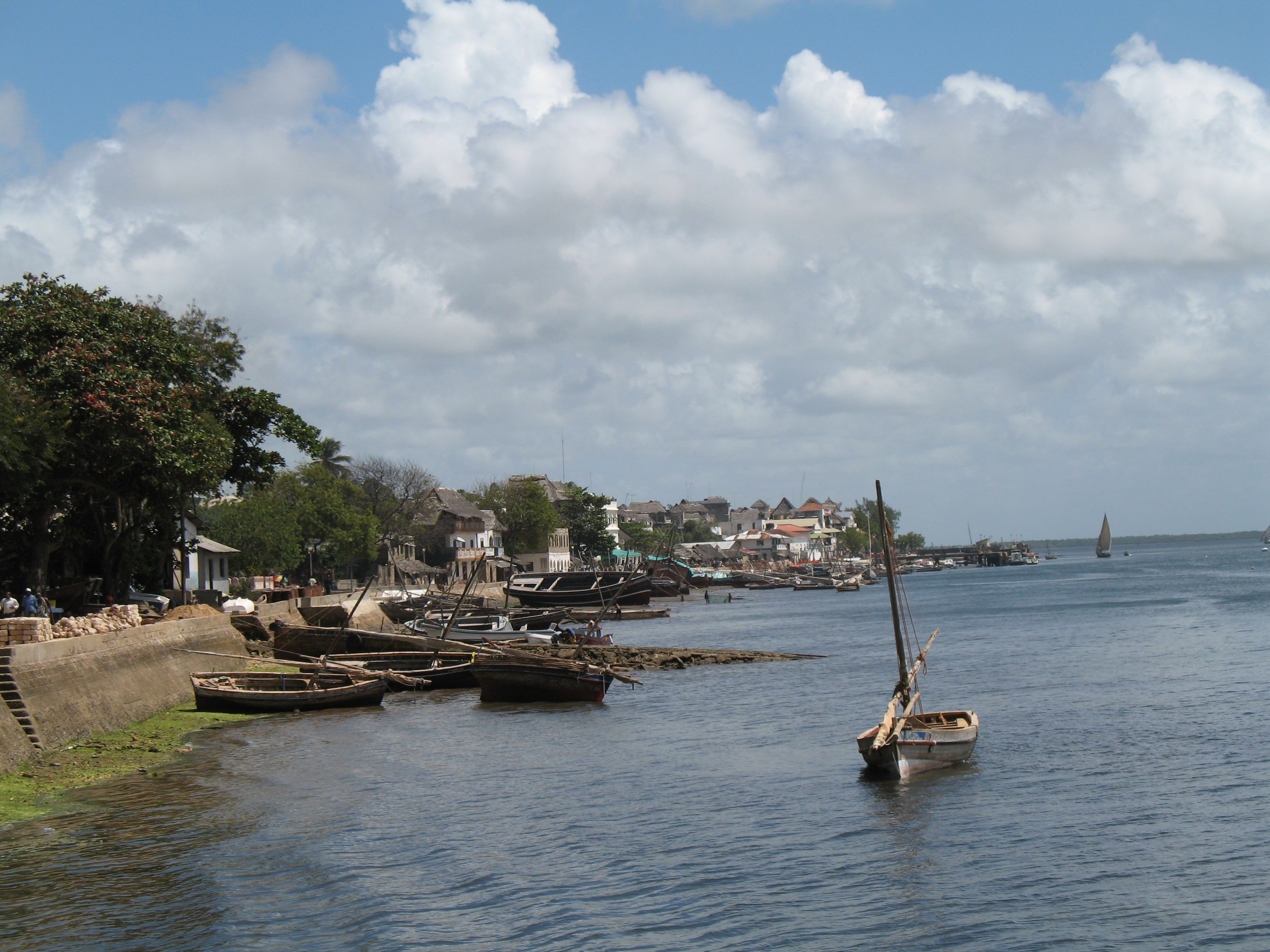
Узбережжя Ламу
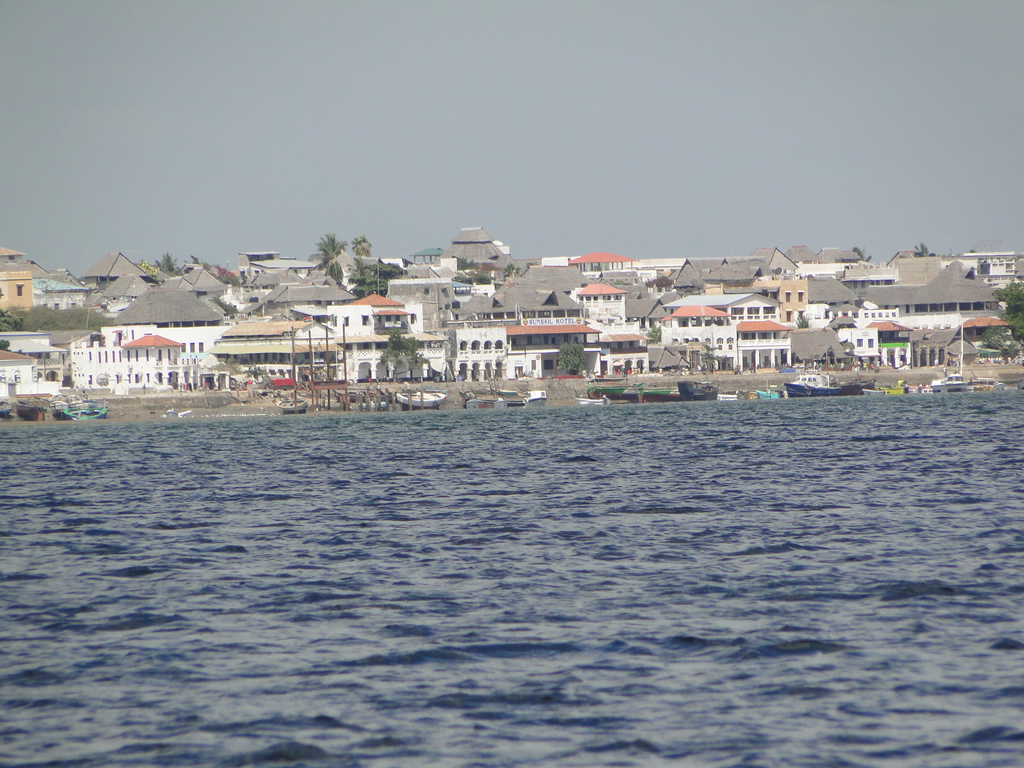
Ламу, вид з моря